# V Большого Пса
V Большого Пса (лат. V Canis Majoris) — одиночная переменная звезда в созвездии Большого Пса на расстоянии (вычисленном из значения параллакса) приблизительно 12030 световых лет (около 3689 парсеков) от Солнца. Видимая звёздная величина звезды — от +13,7m до +9,6m.

## Характеристики
V Большого Пса — красная пульсирующая переменная звезда, мирида (M) спектрального класса Me. Эффективная температура — около 3200 К.